# 寶盈花園

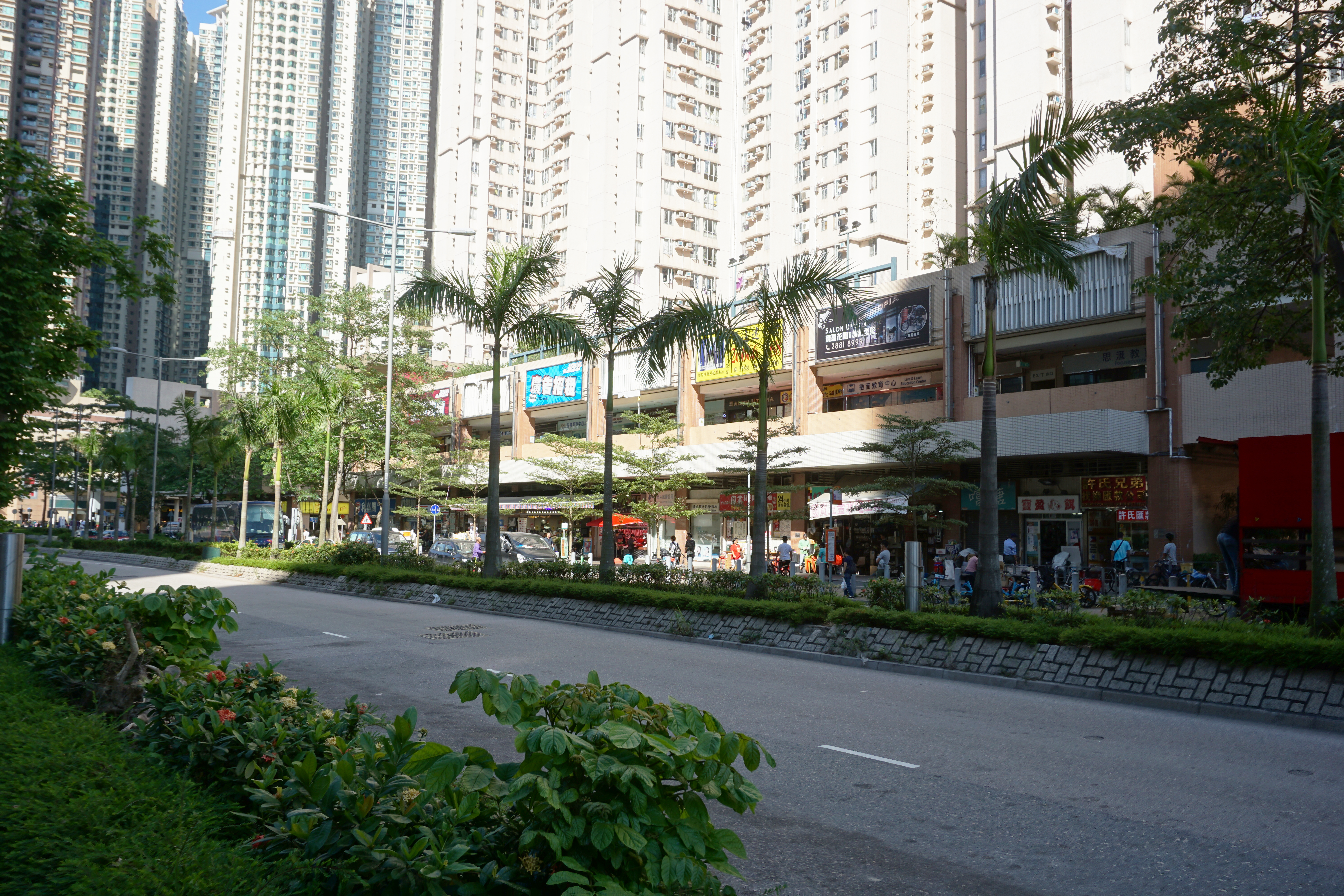
寶盈商場西面

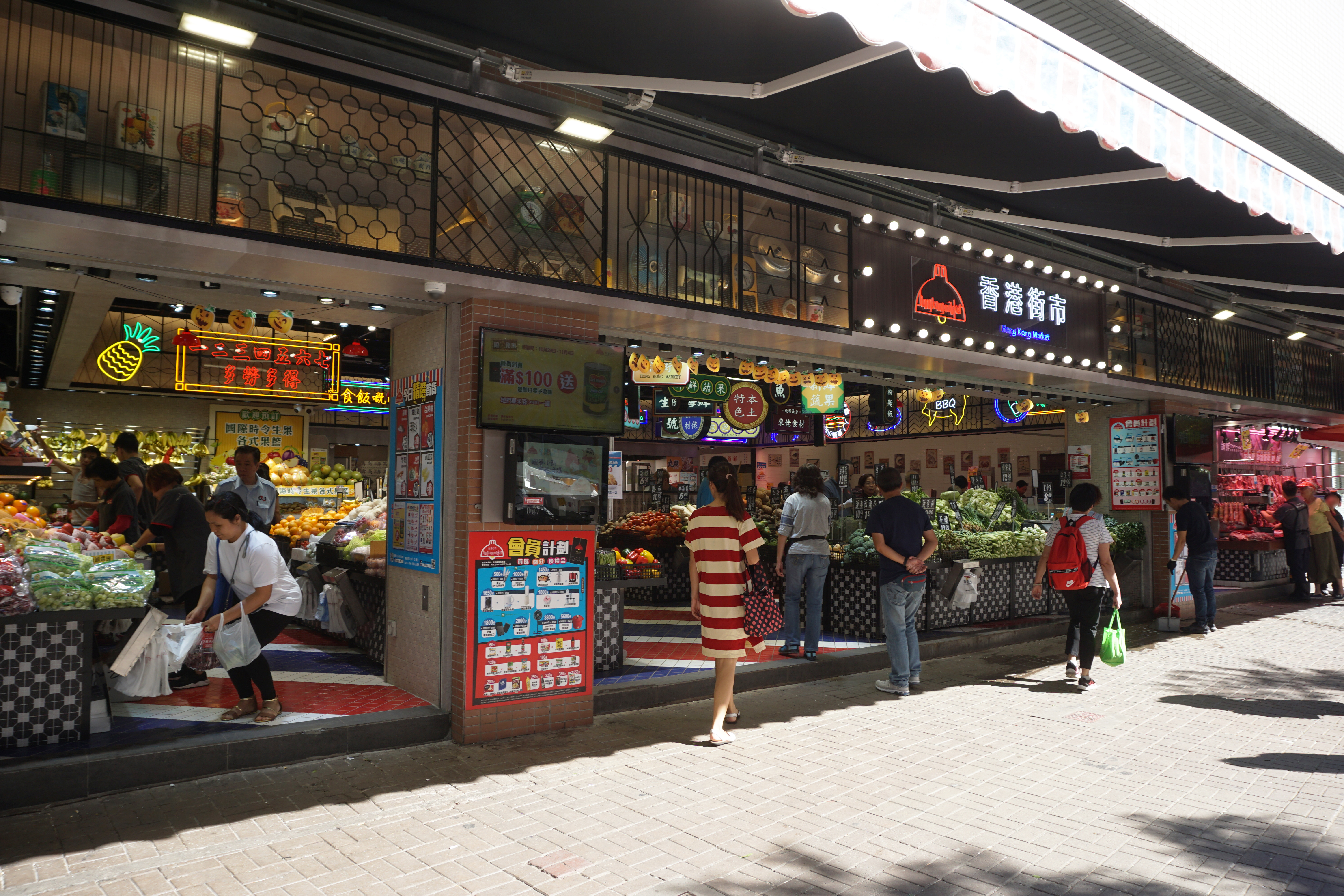
寶盈街市由「香港街市集團」承辦

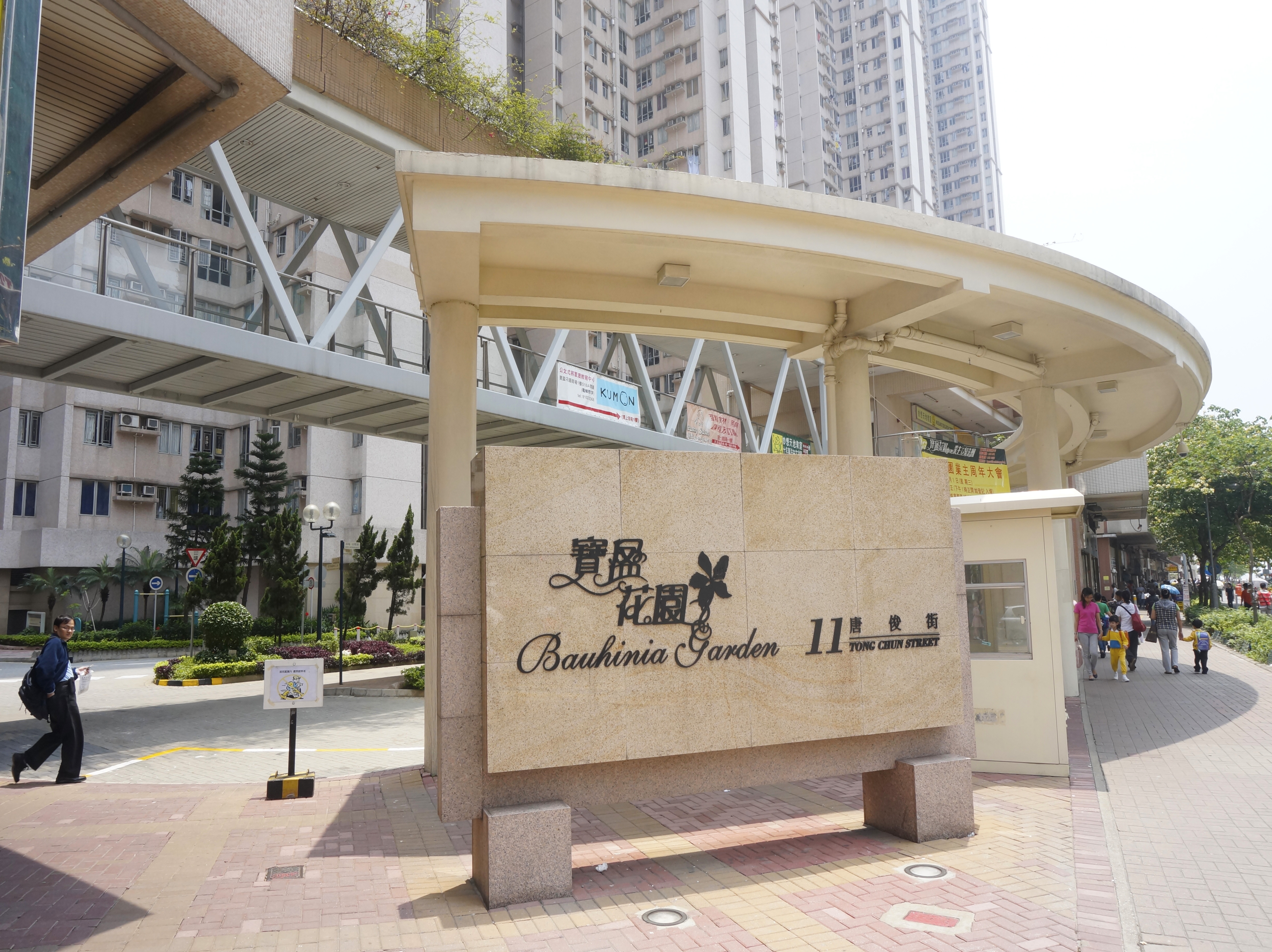
寶盈花園正門及牌坊。由於屋苑英語名稱「Bauhinia Garden」的「Bauhinia」正是洋紫荊的學名，所以屋苑的標誌以洋紫荊為靈感，並連同洋紫荊圖案及屋苑名稱文字繪印在牌坊上

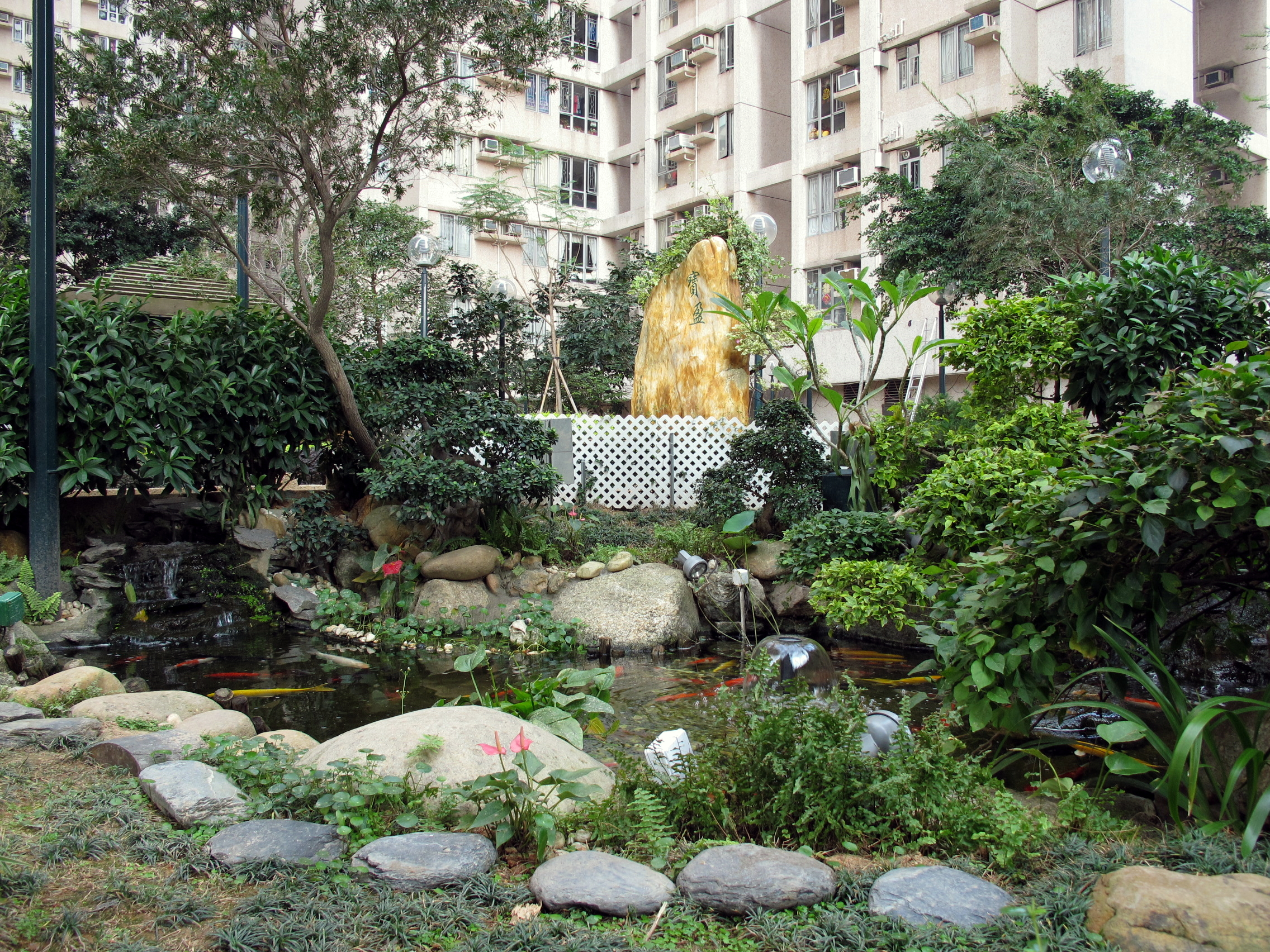
錦鯉池

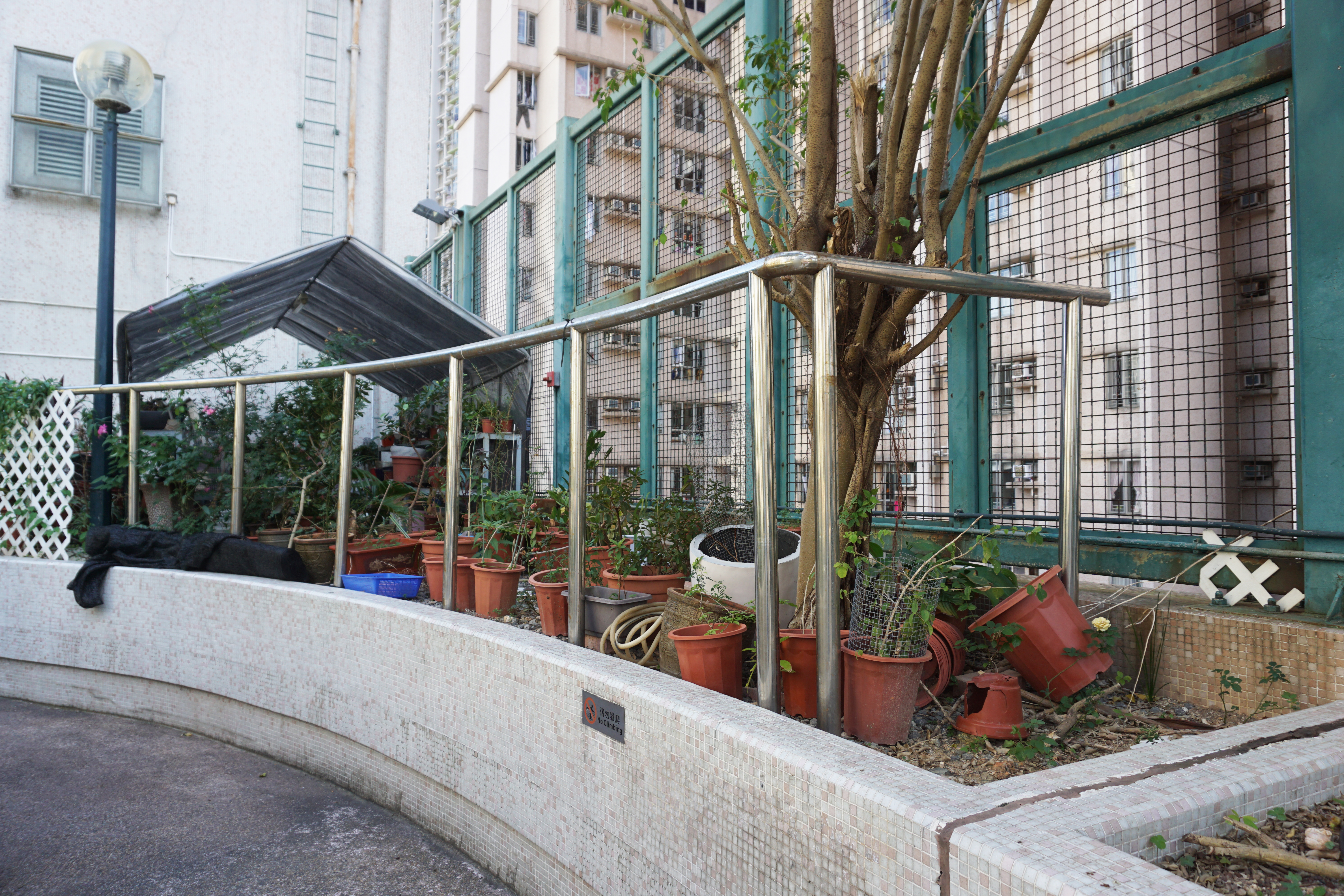
苗圃

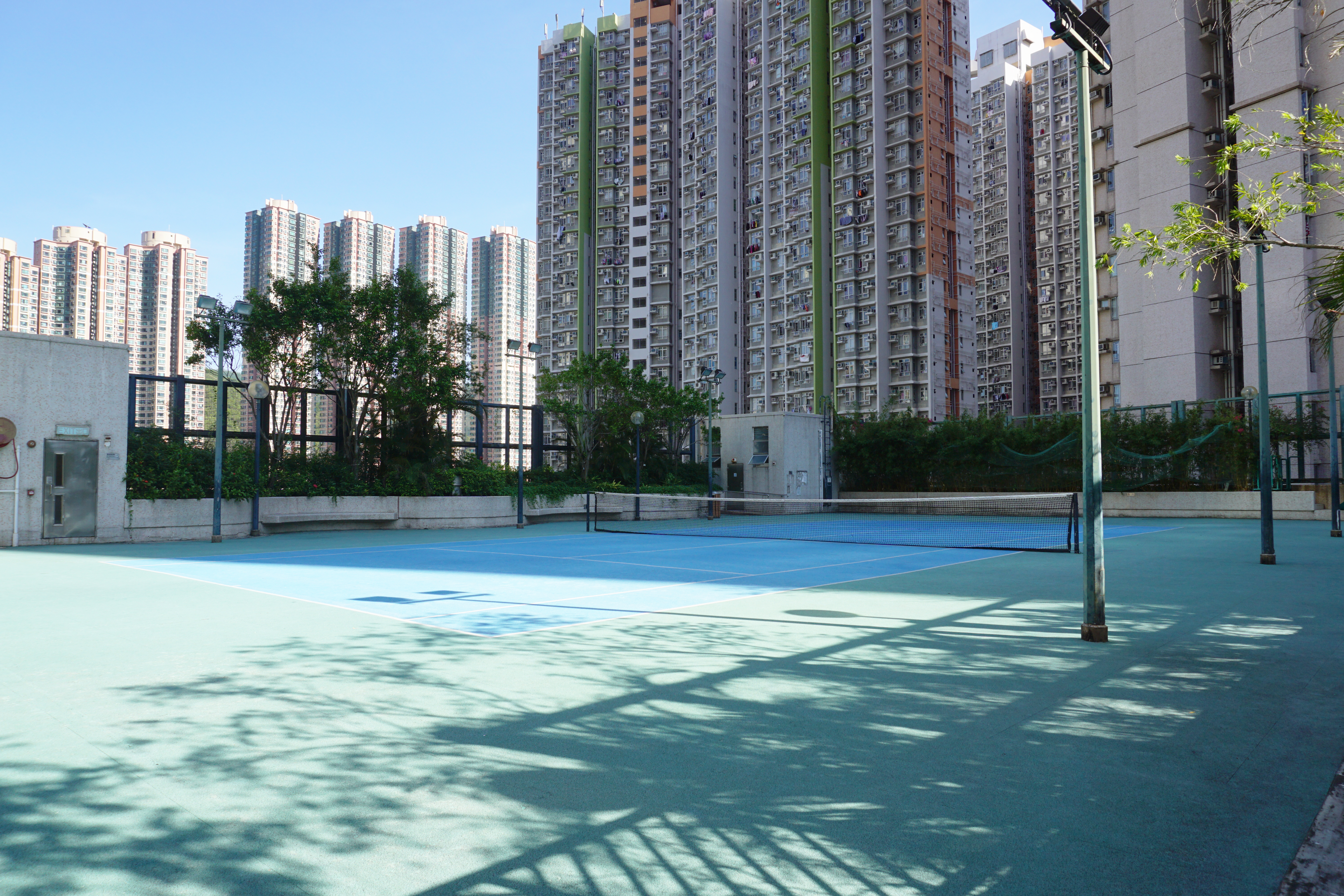
網球場

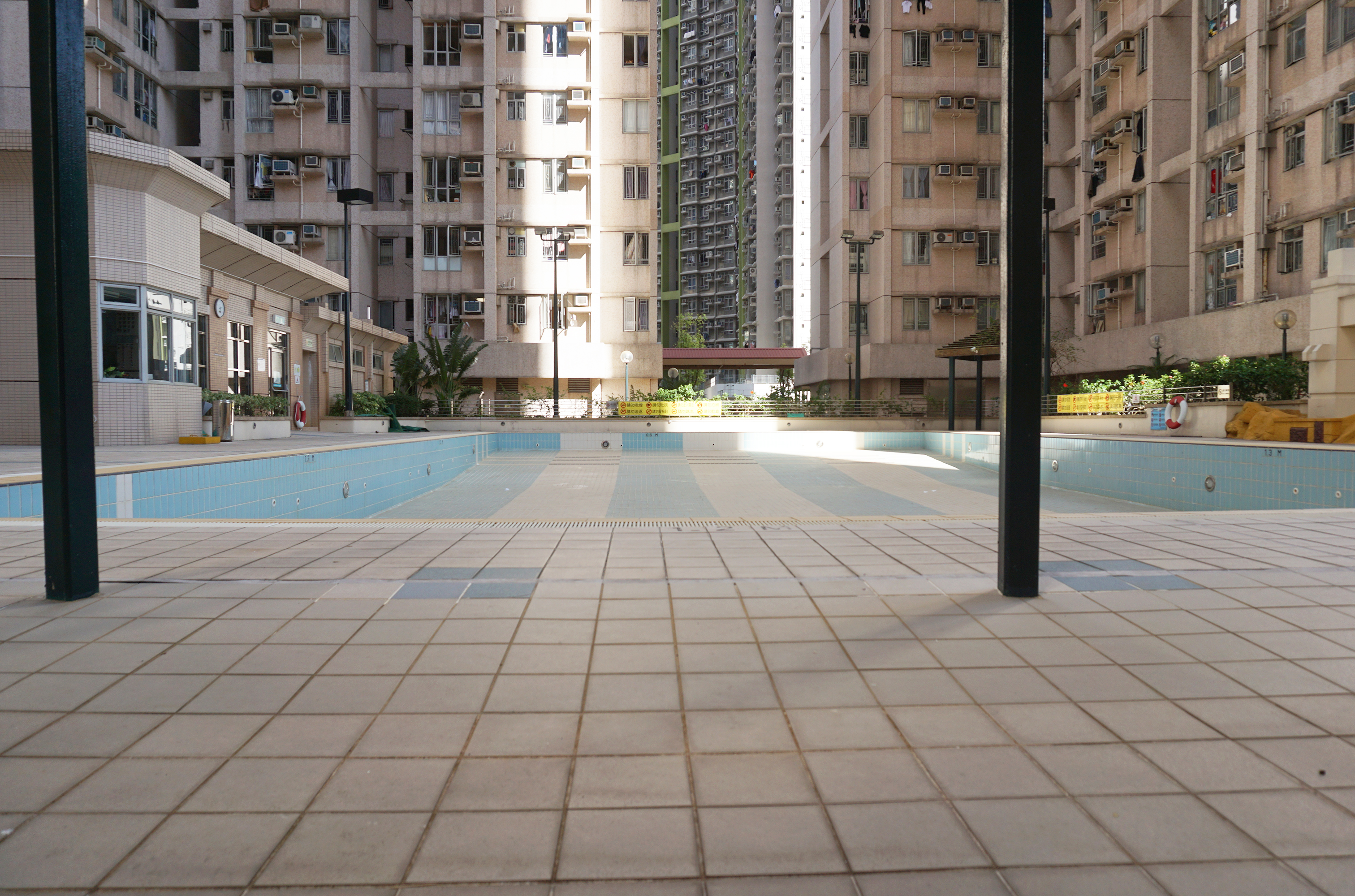
泳池

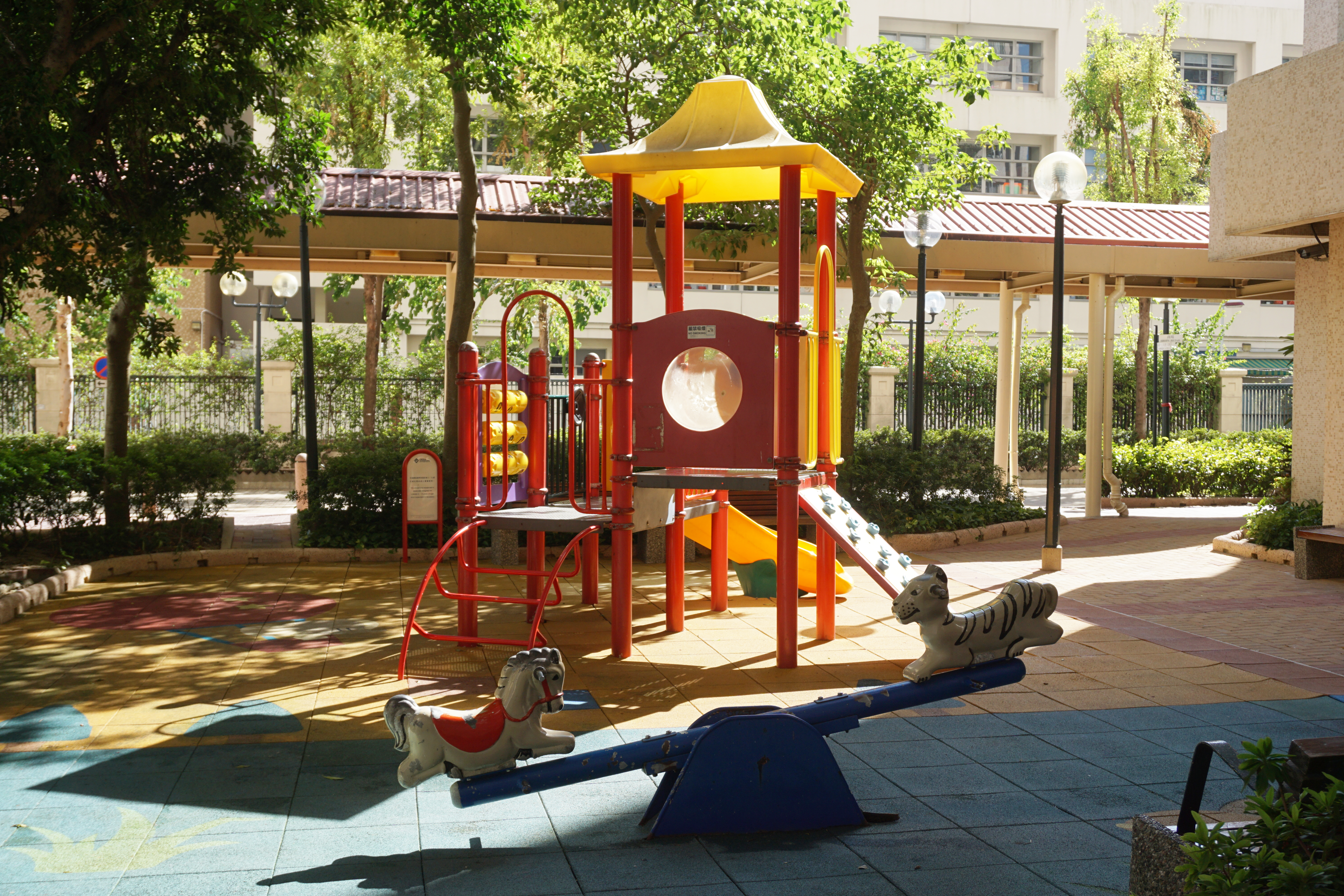
搖搖板、兒童遊樂場及有蓋行人通道

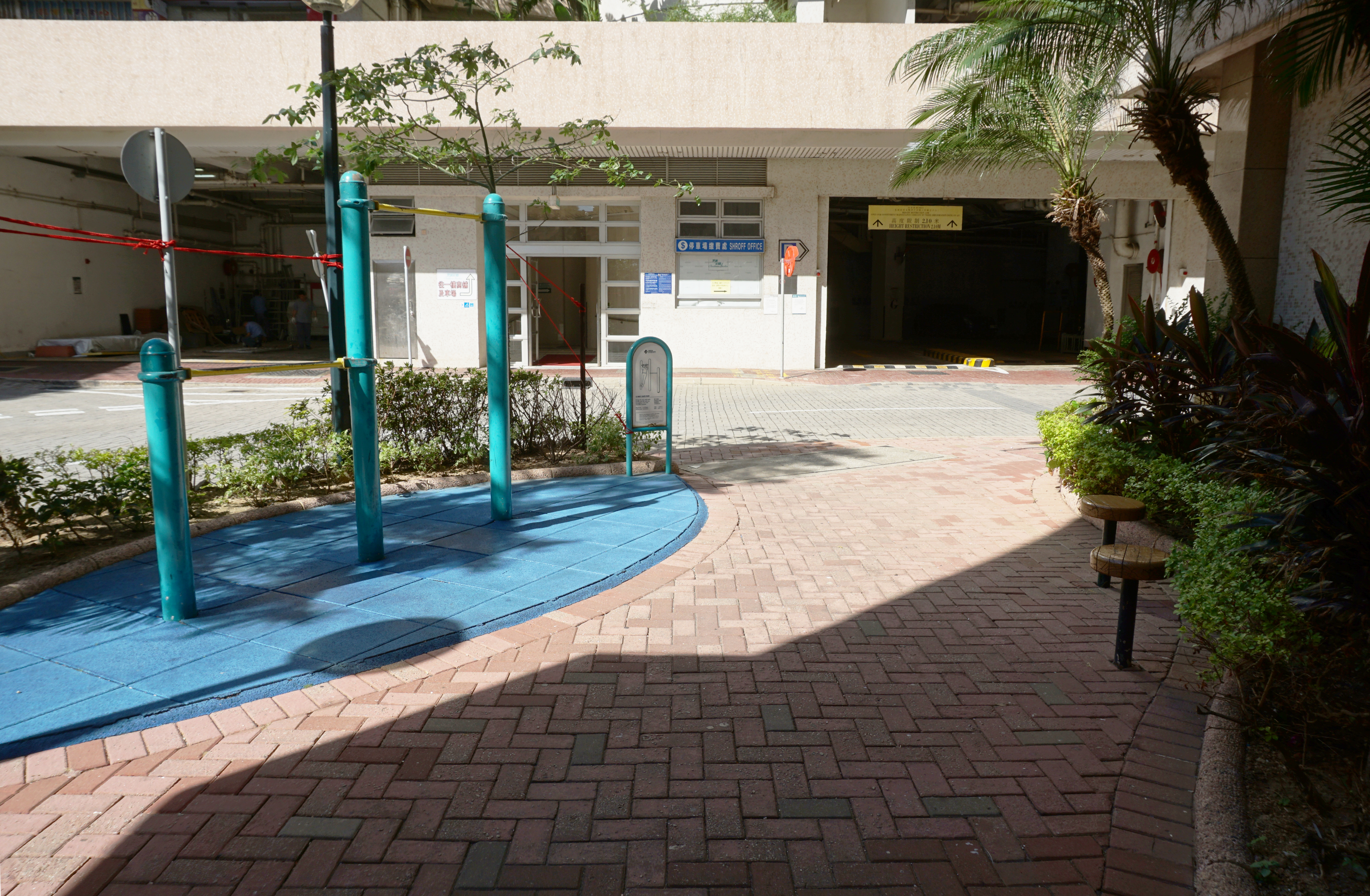
健體區

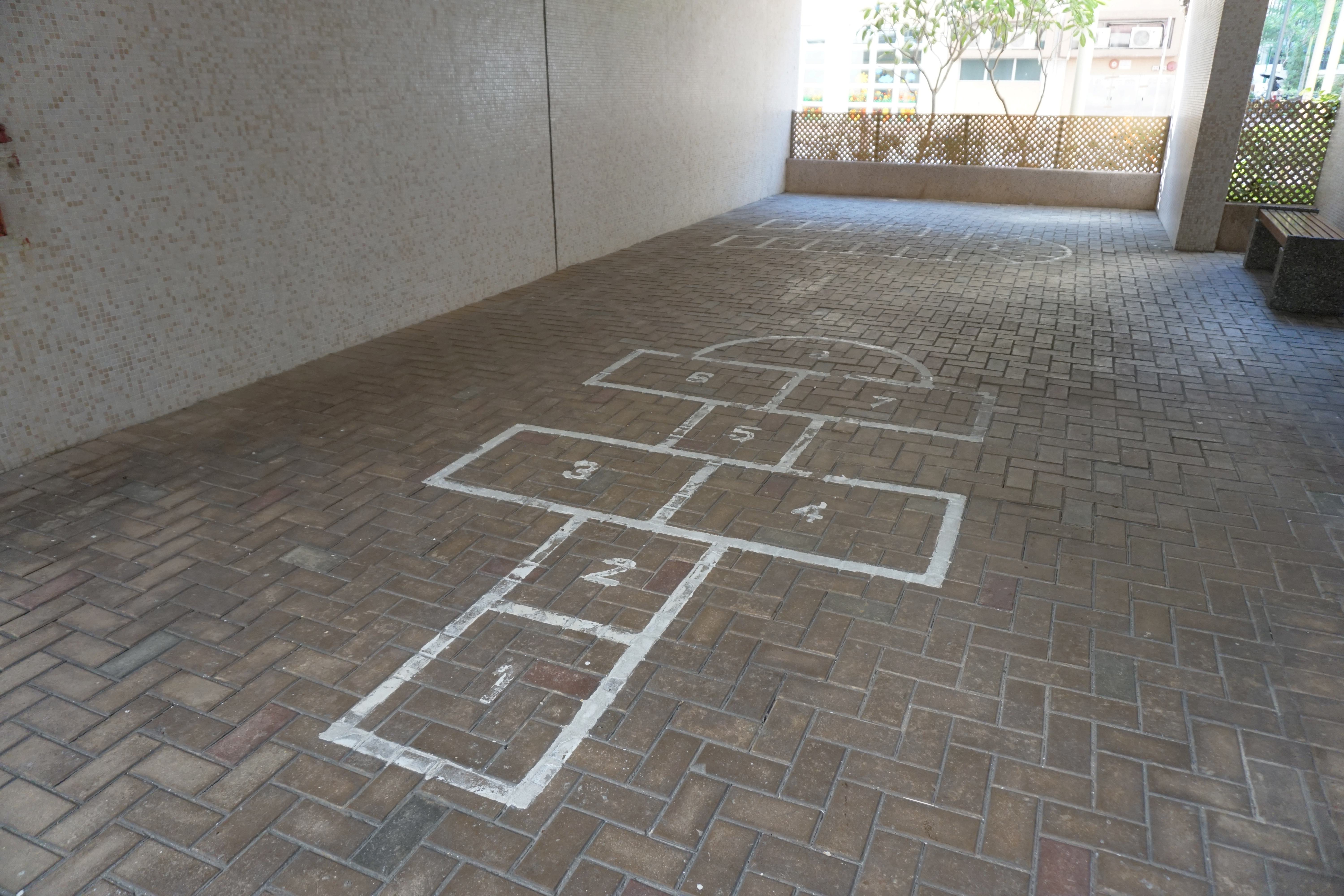
跳飛機

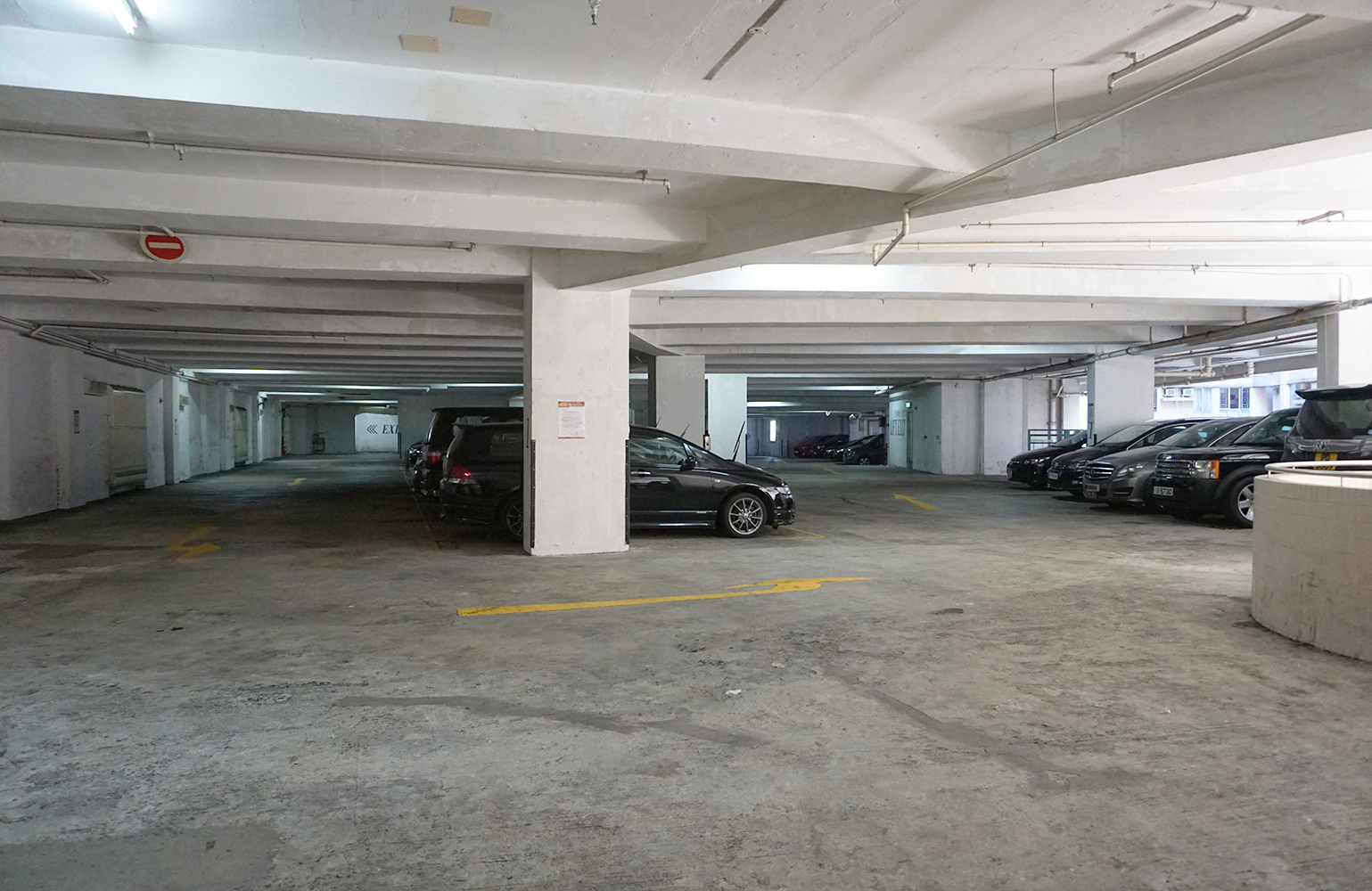
停車場

寶盈花園位於香港西貢將軍澳唐俊街的私人參建居屋，地址是將軍澳市地段62號。屋苑由瑞安建業以「翠城國際有限公司」（英語：Jade City International Limited）名義發展，及由香港房屋委員會負責監管整個發展過程及推售，瑞安承建建造，屋苑管理由瑞安物業管理有限公司（現已更名為「泓建」)負責，周林建築師事務所設計，於2001年初落成，共有8座樓高40層的樓宇。
寶盈花園為全香港首個智能居屋屋苑，全部單位都設有入屋光纖，而屋苑也自設內聯網，故此住戶可以與屋苑管理處互通訊息，查詢及租用場地等服務。它是將軍澳居屋綠表市場成交價最高的屋苑，也是新界區綠表市場成交價高的屋苑之一。

## 屋苑資料

### 樓宇
| 樓宇座號 | 門牌號碼   | 樓宇類型                               | 落成日期 | 每座層數 | 每層伙數 | 每座單位數目（伙） | 建築師           | 承建商   | 提供升降機的廠商 |
| -------- | ---------- | -------------------------------------- | -------- | -------- | -------- | ------------------ | ---------------- | -------- | ---------------- |
| 第1座    | 唐俊街11號 | 私人參建居屋樓宇 （十字長型（鎖匙型)） | 2001年   | 40       | 10       | 400                | 周林建築師事務所 | 瑞安承建 | 通力             |
| 第2座    | 唐俊街11號 | 私人參建居屋樓宇 （十字長型（鎖匙型)） | 2001年   | 40       | 10       | 400                | 周林建築師事務所 | 瑞安承建 | 通力             |
| 第3座    | 唐俊街11號 | 私人參建居屋樓宇 （十字長型（鎖匙型)） | 2001年   | 40       | 10       | 400                | 周林建築師事務所 | 瑞安承建 | 通力             |
| 第4座    | 唐俊街11號 | 私人參建居屋樓宇 （十字長型（鎖匙型)） | 2001年   | 40       | 10       | 400                | 周林建築師事務所 | 瑞安承建 | 通力             |
| 第5座    | 唐俊街11號 | 私人參建居屋樓宇 （十字長型（鎖匙型)） | 2001年   | 40       | 10       | 400                | 周林建築師事務所 | 瑞安承建 | 通力             |
| 第6座    | 唐俊街11號 | 私人參建居屋樓宇 （十字長型（鎖匙型)） | 2001年   | 40       | 10       | 400                | 周林建築師事務所 | 瑞安承建 | 通力             |
| 第7座    | 唐俊街11號 | 私人參建居屋樓宇 （十字長型（鎖匙型)） | 2001年   | 40       | 10       | 400                | 周林建築師事務所 | 瑞安承建 | 通力             |
| 第8座    | 唐俊街11號 | 私人參建居屋樓宇 （十字長型（鎖匙型)） | 2001年   | 40       | 10       | 400                | 周林建築師事務所 | 瑞安承建 | 通力             |

### 設施
屋苑設有25米長室外泳池，是將軍澳少數設有泳池的居屋屋苑。池邊有園景瀑布、日光浴場、燒烤場、網球場、羽毛球、籃球場、排球場、戶外、戶內健身設施、緩跑徑、太極練功場、平台花園及多個兒童遊樂場等設施。
屋苑面向唐俊街的一邊設有一個兩層高的商場，而面向寶邑路的一邊設有一個多層停車場。

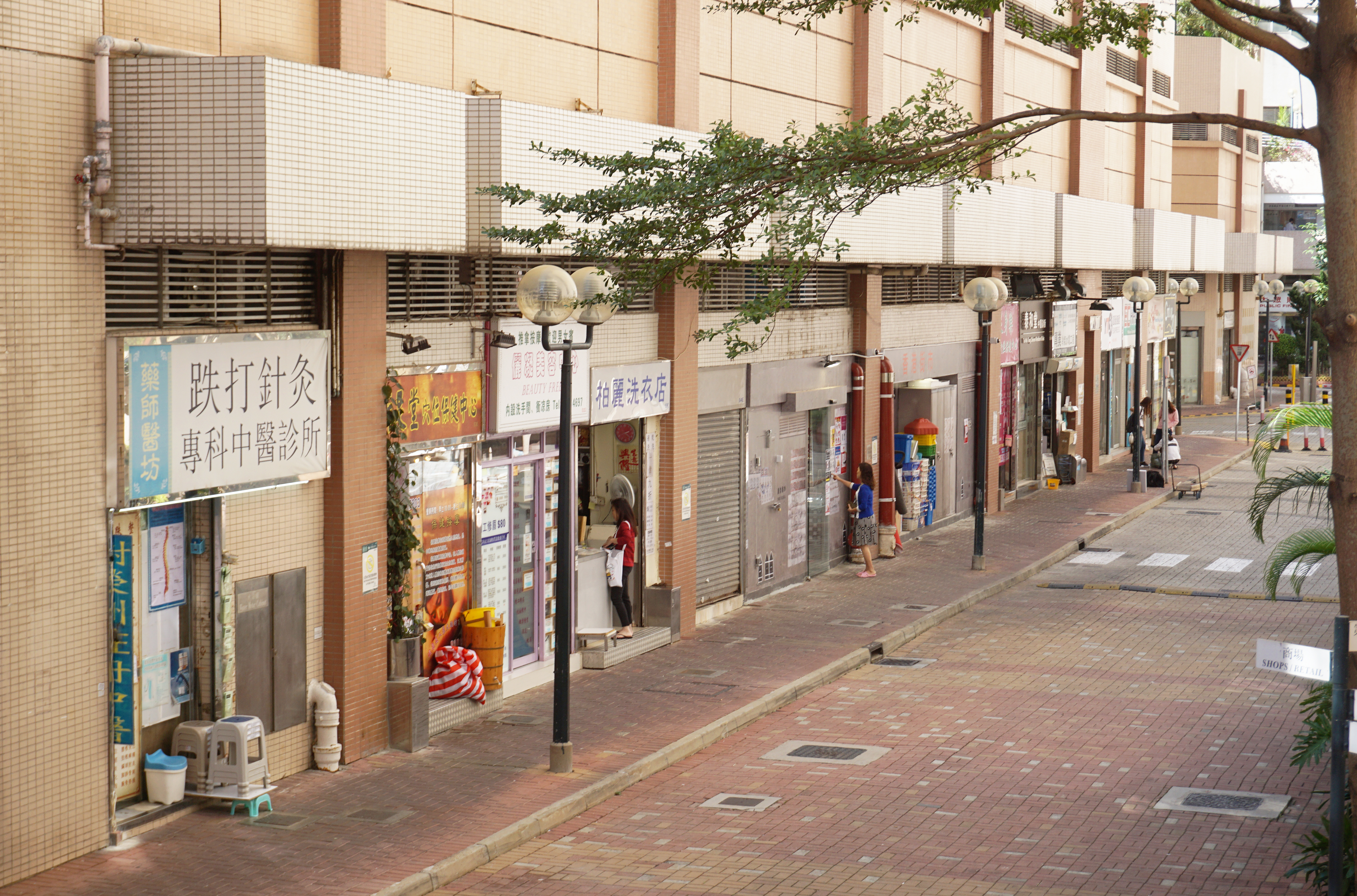
寶盈商場東面
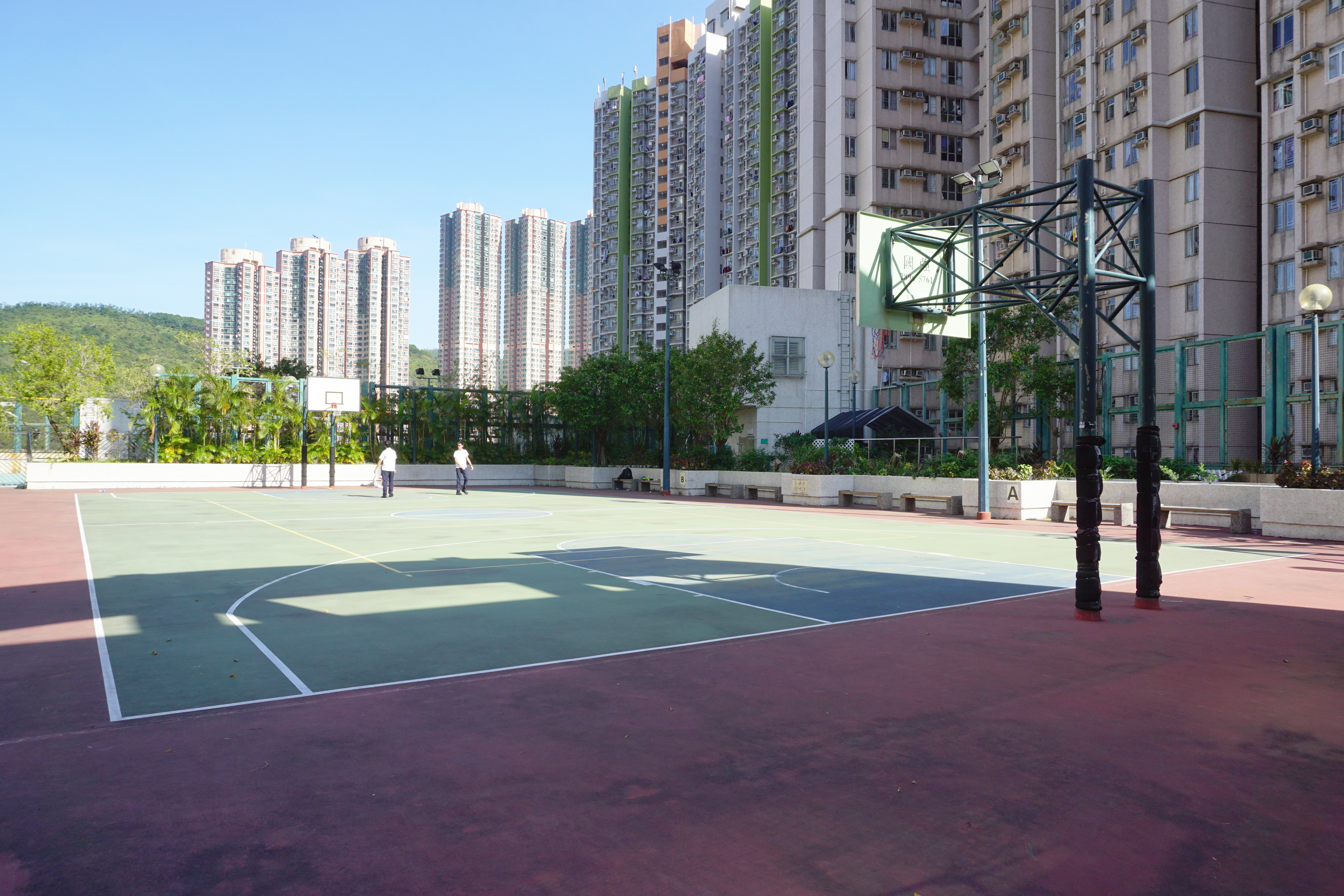
籃球場
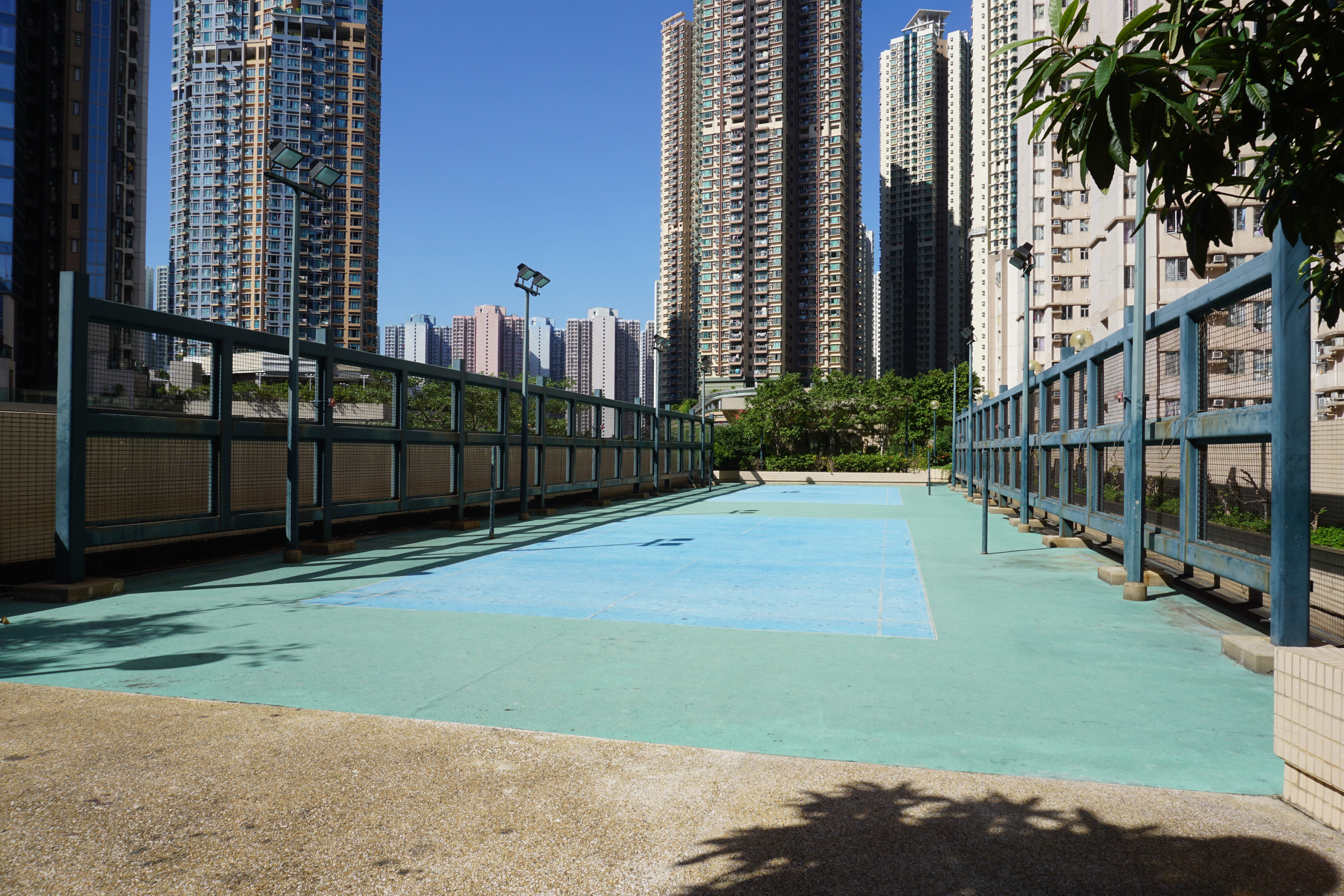
羽毛球場
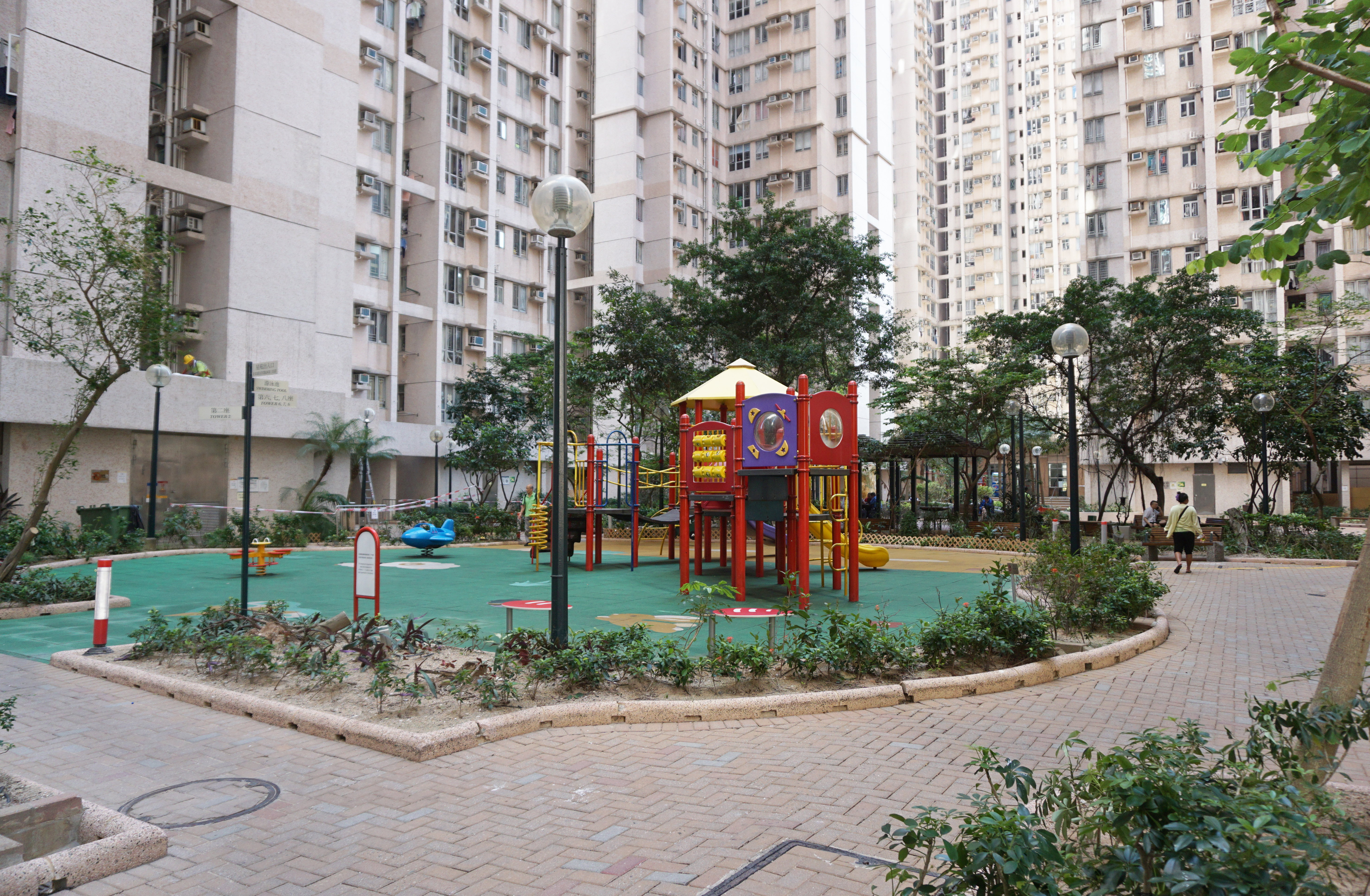
兒童遊樂場（2）
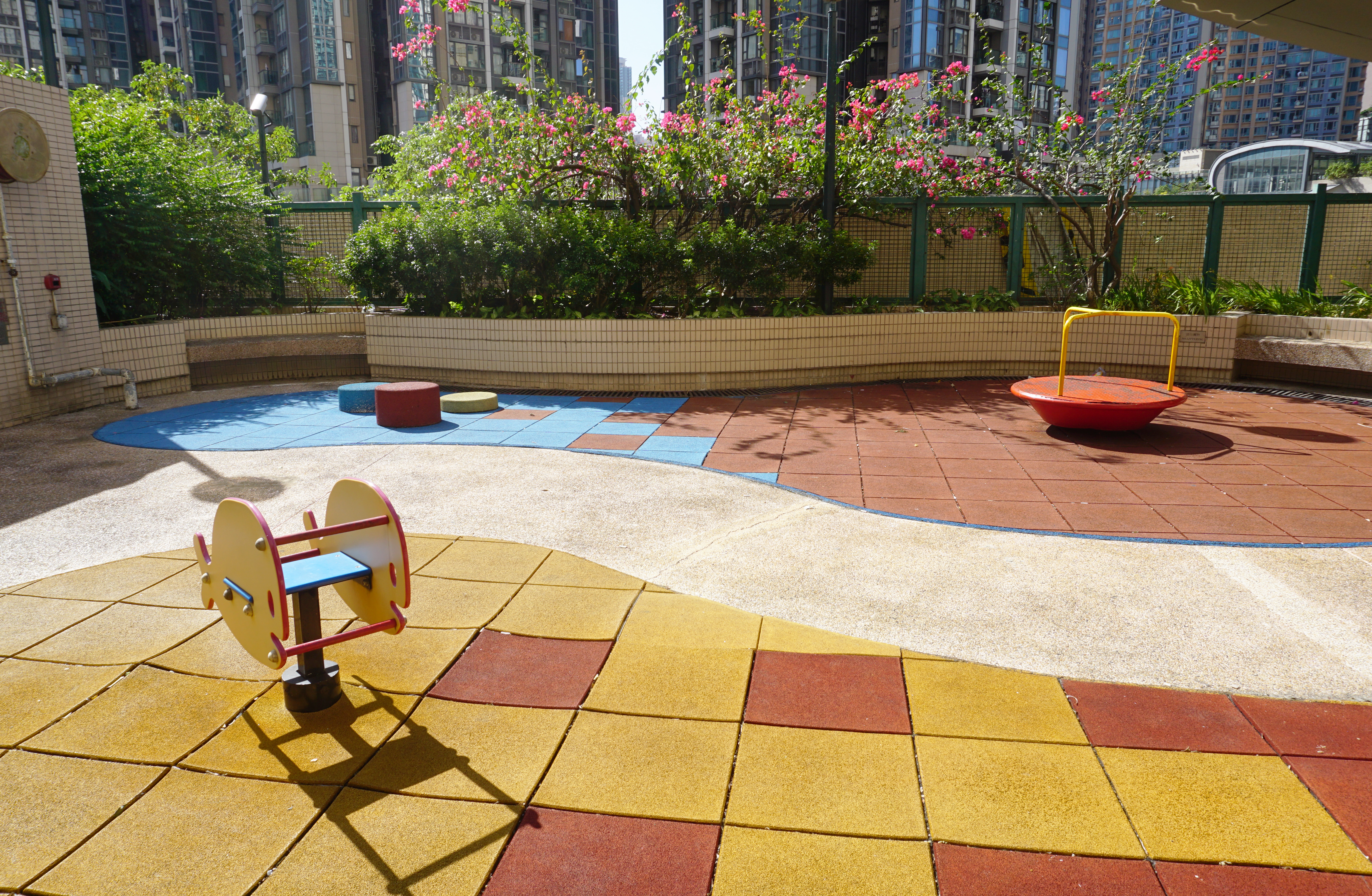
團團轉（右）
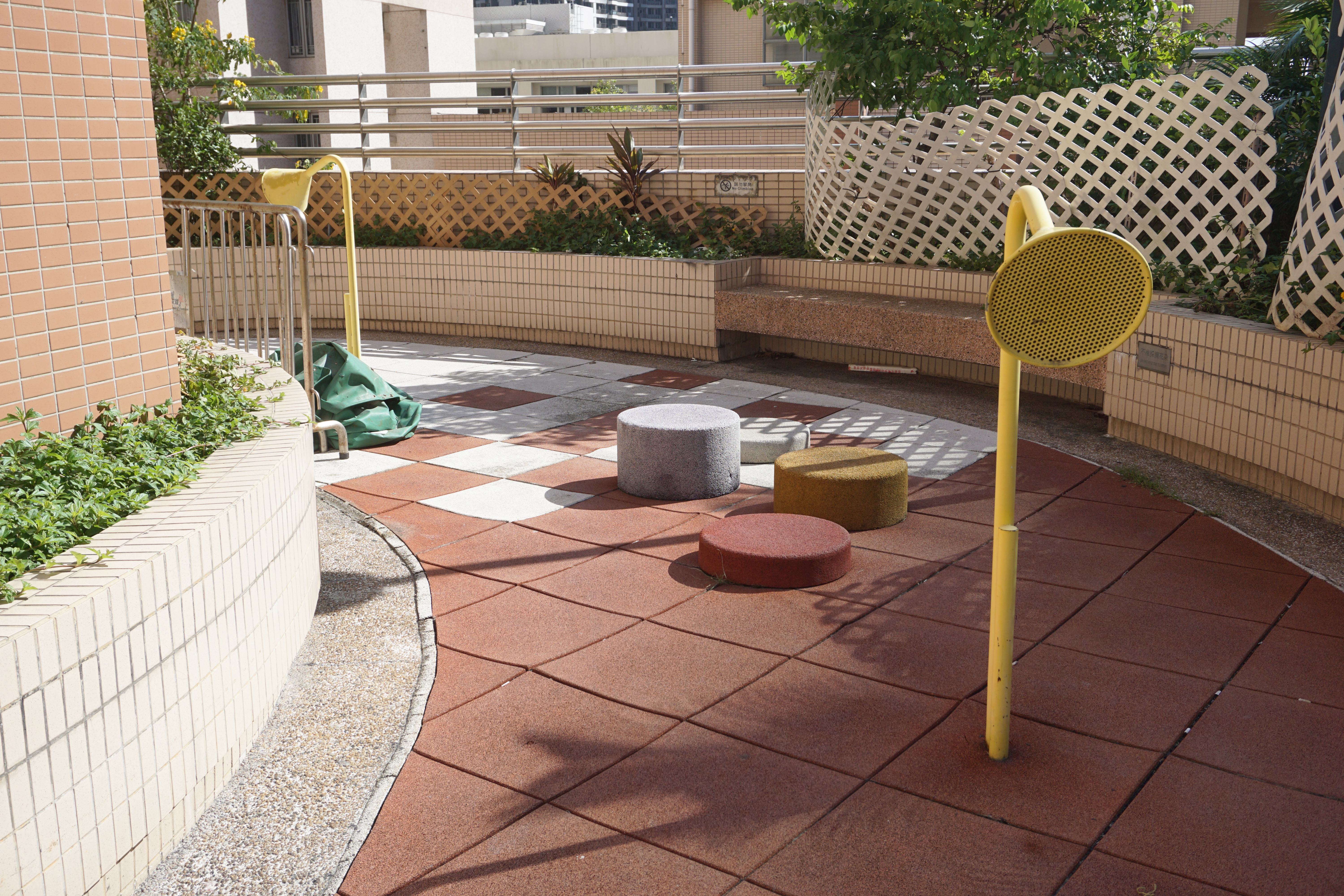
傳聲筒

### 用料
屋苑選料施工也不同一般私人機構參建居屋屋苑，屋苑各座大堂入口牆身及地台以花崗石鋪砌，各層電梯大堂牆身及地台鋪砌仿雲石，每戶配不銹鋼閘及實心木門，廚房連整套木質廚櫃，意大利LaTorre水喉一套，連雙槽式鋅盤，浴室裝有可調控高度的意大利LaTorre花洒龍頭，Roca浴缸，連人造樹脂枱面鏡櫃及不銹鋼毛巾架，氣派媲美私樓，堪稱全港最豪華的居屋。但設計引來私人發展商抨擊，指居屋不應「豪宅化」。

## 教育設施

### 幼稚園
- 德寶英文幼稚園（將軍澳）（2001年創辦）（位於寶盈花園幼稚園大樓）
- 德寶國際幼兒學校（寶盈花園）（2001年創辦）（位於寶盈花園幼稚園大樓地下）

### 小學
- 將軍澳循道衛理小學（2004年創辦）
- 播道書院（2006年創辦）

### 中學
- 播道書院（2006年創辦）

## 鄰近
- 將軍澳海濱公園
- 將軍澳運動場
- 香港單車館
- 天晉、天晉II
- PopCorn
- 君傲灣
- 將軍澳廣場
- 將軍澳站
- 基督教宣道會宣基中學
- 仁濟醫院王華湘中學
- 將軍澳循道衛理小學
- 仁愛堂田家炳小學
- 播道書院
- 富康花園
- 唐明街公園
- 寶邑路
- 寶康路
- 至善街

## 外部連結
- 房委會-寶盈花園資料
- .   [2019-05-21]. （原始内容存档于2009-05-05）.
- .   [2019-12-18]. （原始内容存档于2001-02-21）.

22°18′23″N 114°15′44″E / 22.30651°N 114.26232°E